# Telewizja Wielkopolska
Telewizja Wielkopolska (Wielkopolska Telewizja Informacyjna, TV Wielkopolska) – całodobowy kanał informacyjny, dostępny w jakości SDTV (kanał 812) i HDTV (kanał 800), którego twórcą był dziennikarz Sławomir Papiera. Stacja jest dostępna m.in. w ofercie sieci kablowej INEA. Od 2016 r. nadawcą programu jest należąca do konińskiego przedsiębiorcy Tadeusza Wawrzyniaka firma WTI sp. z o.o. Łączna liczba gospodarstw domowych, do których dociera sygnał Telewizji Wielkopolska, to 500 tysięcy abonentów, co daje blisko półtora miliona potencjalnych widzów w całym województwie. Program transmitowany jest także w internecie. Redaktorem naczelnym stacji jest Piotr Czmil. TV Wielkopolska porusza tematy związane przede wszystkim z życiem codziennym mieszkańców województwa wielkopolskiego.

## Historia i zasięg
TV Wielkopolska powstała na bazie emitującej przez dziesięć lat swój program Telewizji Konin, która z kolei powstała przy wsparciu dziennikarzy i pracowników handlowych nieistniejącego już Radia 66, którego historia sięga rozłamu w Radio Konin.
Program w całości montowany jest w Koninie. Redakcja oraz serwer emisyjny znajdują się w budynku biurowym, na terenie centrum logistycznego Ekspress Polska. Stamtąd, za pomocą światłowodu program w jakości HD trafia do stacji czołowej w Poznaniu, skąd emitowany jest mieszkańcom województwa.
Program TV Wielkopolska skierowany jest do mieszkańców powiatów i gmin, a niekiedy niewielkich sołectw. Materiały TV Wielkopolska oglądać można również online na stronie internetowej nadawcy.

## Historyczne korzenie stacji
Program Telewizji Wielkopolska tworzony jest w historycznym dla konińskich mediów miejscu – budynku przy ulicy Kleczewskiej 37 przy dawnym elewatorze na konińskim Zatorzu. W pomieszczeniach gdzie dziś powstaje i skąd przesyłany jest do Poznania program Telewizji Wielkopolska, dawniej istniało konińskie Radio 66, Telewizja Konin (należące do Sławomira Papiery) oraz Radio 99,6 FM Konin, Radio FLASH Konin, Radio Planeta FM (należące do grupy Ad.Point), a później Eurozet i będące wynikiem sprzedaży Radia 66 grupie Ad.Point przez Sławomira Papierę – właściciela Radia 66 Konin. Dziś rozgłośnia funkcjonuje na parterze budynku i nadaje pod nazwą Radio Zet Gold.
Telewizja Wielkopolska jest jedyną regionalną stacją telewizyjną o zasięgu wojewódzkim, która swoją tematyką sięga szczegółowych i niszowych tematów, dostrzegając w nich sprawy istotne dla mieszkańców, np. informuje np. o otwarciu drogi lub nowej remizy strażackiej wraz ze świetlicą wiejską w jednym z wielkopolskich sołectw. Telewizja Wielkopolska promuje lokalnych twórców, kulturę, sztukę, regionalne obyczaje i smaki. Pokazuje relacje z dożynek, wigilijnych spotkań opłatkowych, strażackich zawodów. Zespół Telewizji Wielkopolska każdego dnia tworzy serwis informacyjny składający się z 15-20 informacji o długości do 3,5 minuty, reportaże, relacje i koncerty o długości 10–120 minut oraz filmy komercyjne dla firm i instytucji z województwa i kraju. Sygnał następnie trafia światłowodem do sieci kablowych. Od początku nadawania program TV Wielkopolska realizowany jest przy wykorzystaniu cyfrowych kamer HD w formacie 16:9.

## Pracownicy tworzący program TV Wielkopolska
Redaktor naczelny: Monika Juzala.
Wydawca programu: Monika Juzala.
Dziennikarze: Greta Kaczmarek, Emilia Grądziel, Monika Juzala, Piotr Czmil, Marcin Cieślik.
Montażyści: Adrian Gutowski, Szymon Guźniczak, Marek Deręgowski.
Reporterzy: Gerard Marchewka, Grzegorz Kamiński, Przemysław Przybyłowicz. Dawniej także: Łukasz Piasecki, Bartosz Jurgielewicz, Zbigniew Bednarczyk, Szymon Staszak, Przemysław Tórz, Zbigniew Murawski, Hubert Marciniak, Mariusz Brychcy, Michał Czubak. Prezesem zarządu TV Wielkopolska i właścicielem WTI sp. z o.o. jest Tadeusz Wawrzyniak.

## Ramówka TV Wielkopolska
Program TV Wielkopolska oparty jest na serwisach informacyjnych „Ekspres Wielkopolski” (premierowe wydanie o godz. 17:30), w których prezentowane są informacje z wielkopolskich powiatów, gmin, sołectw. Na antenie TV Wielkopolska zobaczyć można również relacje z konferencji, spotkań, wydarzeń sportowych, koncerty, reportaże, wywiady i programy cykliczne o charakterze lifestylowym.